# Baccaurea ramiflora
Baccaurea ramiflora – gatunek wiecznozielonego drzewa z rodziny liściokwiatowatych, uprawianego dla owoców głównie w Indiach i Malezji.

## Morfologia
PokrójDrzewo osiągające wysokość do 25 m.
LiścieOwalne do lancetowatych o długości 4–9 cm.
KwiatyRóżne na drzewach męskich i żeńskich.
OwoceOwalne, żółtawe, czerwone do fioletowych, o średnicy ok. 3 cm, rosnące w gronach.

## Zastosowanie
- Miąższ owoców jest spożywany na surowo. Owoce wykorzystuje się w kuchni oraz do wyrobu wina[7].

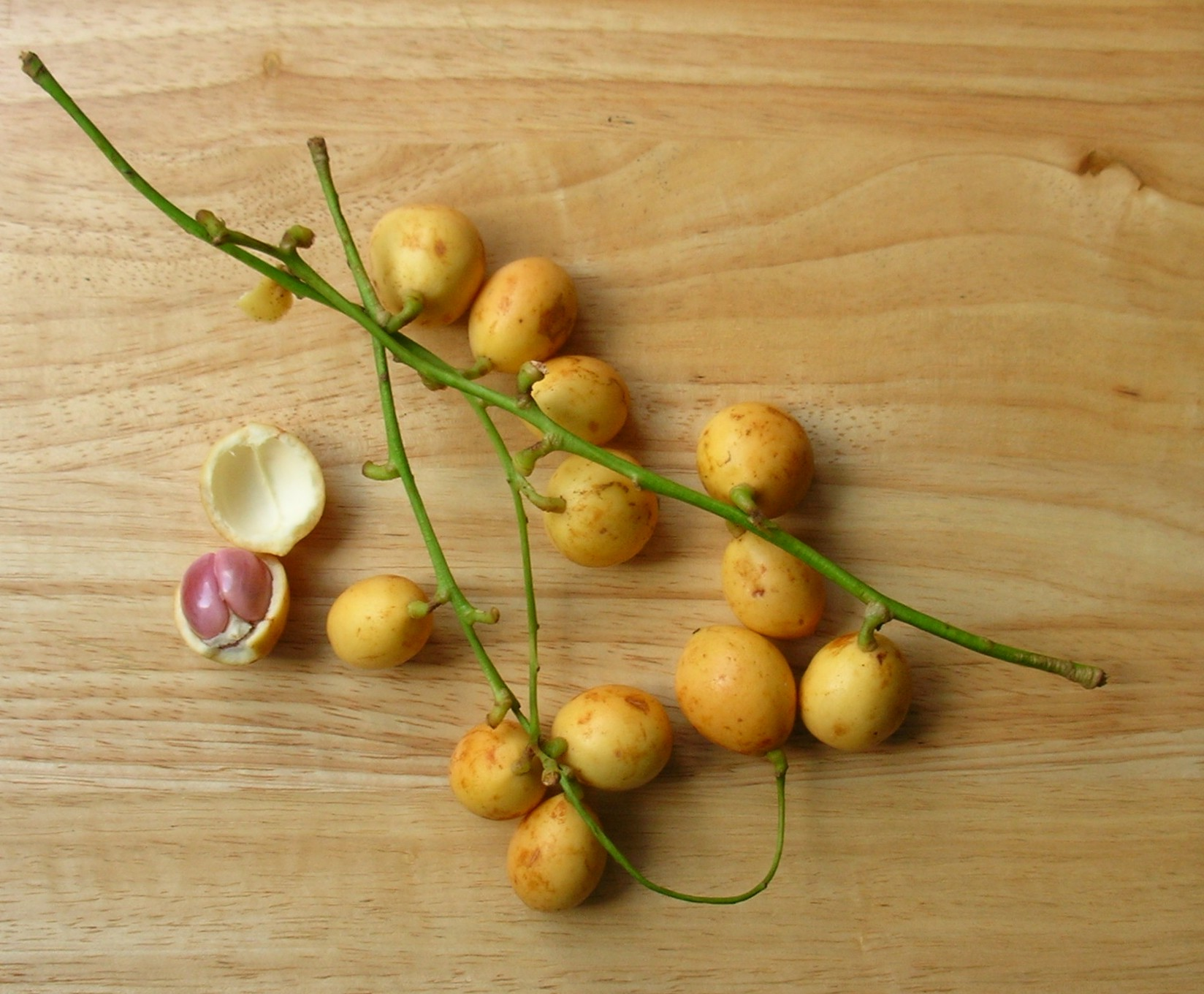
Owoce